# ГЭС Манапоури
ГЭС Манапоури (англ. Manapouri Power Station) — крупная деривационная гидроэлектростанция в Новой Зеландии. Установленная электрическая мощность ГЭС, равная 850 МВт, делает её по состоянию на 2012 год самой мощной гидроэлектростанцией на территории страны и второй по мощности среди электростанций других типов. В качестве водохранилища используется естественное озеро Манапоури, вода из него по водоводу длиной 10 км передаётся в машинный зал ГЭС, который располагается на 166 м ниже водоёма-накопителя.

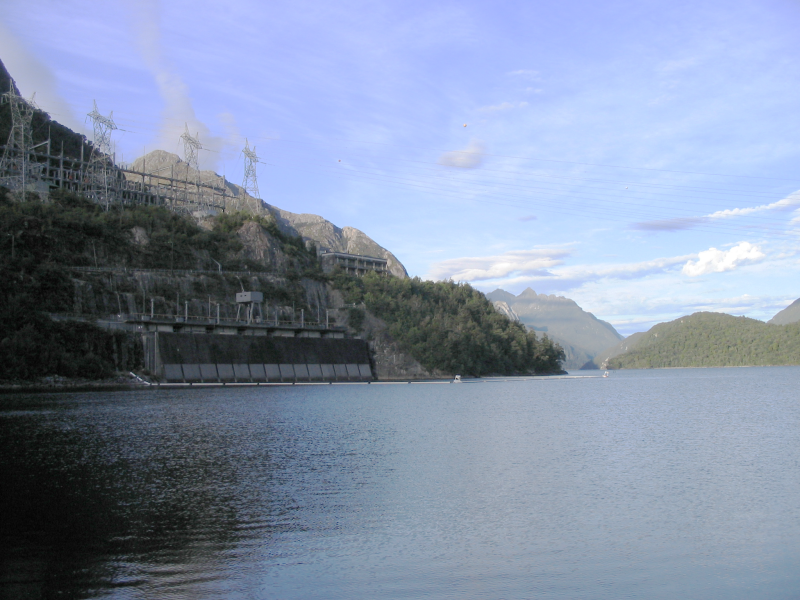
Водозабор и ЛЭП станции

Средняя годовая выработка электричества составляет 5 млрд  кВт⋅ч, КИУМ изменяется в пределах 68—80 %. Вырабатываемое электричество используется на алюминиевом заводе Тивай пойнт мощностью 272 тыс. тонн алюминия в год.
В 2000-х годах осуществлялась реконструкция станции с целью увеличить пропускную способность водоводов, в проектировании которых была допущена ошибка, приводившая к потере части напора из-за избыточного трения.